# Marcello Craveri
Marcello Craveri (Torino, 23 marzo 1914 – Torino, 18 febbraio 2002) è stato uno storico delle religioni e biblista italiano.
Allievo di Ambrogio Donini, divenne noto per la sua trattazione dei temi e delle tradizioni religiose attraverso un'ottica antropologico-sociale marxista.

## Biografia
La sua opera più nota è probabilmente La vita di Gesù, pubblicata nel 1966 e ristampata diverse volte. In base a quanto dedotto dai testi biblici e dai rotoli del Mar Morto, Craveri concluse che le rivendicazioni di divinità da parte del Gesù storico fossero strettamente limitate e non insolite per un giudeo della sua epoca. Gran parte delle rivendicazioni più forti, e l'enfasi riguardo al potere salvifico della morte di Cristo sulla croce, potrebbero essere riconsiderate come una rielaborazione di Paolo di Tarso, il quale, secondo l'autore, sarebbe stato fortemente influenzato dalle tradizioni greco-romane.
Craveri è deceduto il 18 febbraio 2002 ed è sepolto nel Cimitero monumentale di Torino.

## Opere
- Il tema letterario, Paravia, 1955.
- Syntaxis ornata, Firenze, La Nuova Italia, 1962.
- La vita di Gesù, Collana Storia, Milano, Feltrinelli, 1966.
- Sante e Streghe, Milano, Feltrinelli, 1980.
- Gesù di Nazareth dal mito alla storia, Lionello Giordano Editore, 1982.
- Il nuovo catechismo cattolico, in Il Calendario del Popolo, vol. 47, n. 548, Milano, Nicola Teti Editore, Novembre 1991.
- Un uomo chiamato Gesù, Milano, Teti Editore, 1993.
- L'eresia. Dagli gnostici a Lefebvre. Il lato oscuro del Cristianesimo, Collezione Le Scie, Milano, Mondadori, 1996, ISBN 978-88-04-39789-2.
- Un uomo chiamato Gesù. Un uomo, un rivoluzionario contro tutte le ingiustizie, Firenze, Giunti Demetra, 1996.

### Curatele e traduzioni
- I Vangeli apocrifi, con un saggio di Geno Pampaloni, a cura di M. Craveri, Collana I Millenni, Torino, Einaudi, 1969.
- Procopio di Cesarea, Le Guerre: persiana, vandalica, gotica, Introduzione di Filippo Maria Pontani, trad. e note di M. Craveri, Collana I Millenni, Torino, Einaudi, 1977.
- Dante Alighieri, La Divina Commedia (3 voll.), commento di M. Craveri, Editrice Il Girasole, 1989.